# Oszét nyelv
Az oszét nyelv (Oszétul ирон æвзаг, iron ævzhag vagy иронау, ironau, perzsául: آسی) az iráni nyelvek közé tartozó nyelv, amelyet főképp az Oroszország és Grúzia nemzetközileg elismert határán elterülő kettéosztott Oszétiában beszélnek.
Az oszét beszélők száma mintegy hétszázezer. Mintegy 60%-uk az Oroszországhoz tartozó Észak-Oszétia-Alániában, mintegy 20%-uk a jogilag Grúziához tartozó, de facto független Dél-Oszétiában él. (A 2008 augusztusában kirobbant dél-oszétiai háború során azonban sokan északra menekültek, ami átrendezhette az arányokat.)

## Rokonai

A kaukázusi régió etnolingvisztikai térképe, középen sötétsárgával az oszétok

Az oszét az alán nyelvből származik. Az alánok az ókortól ismert szarmaták közé tartozó nép volt.
Az iráni nyelveken belül a kelet-iráni nyelvek csoportjához tartozik, így rokona például a pastu és a jagnobi. Az egyik fő mai iráni nyelv a Kaukázusban a kurd, a tati és a talis mellett.
A Tádzsikisztánban beszélt jagnobi – a legközelebbi rokona – mellett az egyetlen túlélő nyelv az északkeleti iráni nyelvek, vagy más néven szkíta nyelvek közül. Ezek közé tartozhatott például a szkíták, a masszagéták, a szakák, szarmaták, alánok és a roxolánok. Közeli rokonai közé tartozhatott a jóval keletebbre élt hvárezmiek és szogdok nyelve.
A jagnobi nyelvhez hasonlóan az oszét a -ta toldalékkal képzi a többes számot és ez közös vonása a már kihalt szogd nyelvvel. Többek közt ennek alapján feltételezik, hogy az ezen rokon nyelveket beszélő iráni népek valamikor hatalmas folytonos területen élhettek Közép-Ázsia sztyeppéin.

## Nyelvtana
Vaszilij Abajev oszét nyelvész a következőt írta az oszét nyelvről:
A kaukázusi nyelvekkel való sok évszázados közelség és érintkezés hozzájuk hasonlóvá alakította az oszétot néhány vonásban, különösen a fonetikában és a szókincsben. De megőrizte nyelvtani struktúráját és alapszókincsét: rokonságához az iráni családdal számos egyedi vonása ellenére nem férhet semmi kétely.
Az Encyclopedia Britannica 2006 szerint az oszét az óiráni nyelv sok archaikus vonását megőrizte, mint például a nyolc eset és az igei prefixumok. Az esetek azonban nem egyeznek meg az eredeti indoiráni esetekkel, amelyeket a kiejtési változások erodáltak. A mai esetek, kivéve a nominativust mind egy eredeti casus generalis esetből származnak, amely aztán hét különálló esetre vált szét a használat folyamán.

## Középkori oszét
Az oszét nyelv legkorábbi ismert emléke egy a 10-12. századból származó felirat, amelyet Arhüznél, a Bolsoj Zelencsuk folyó közelében találtak. A szöveg görög ábécével íródott, speciális digráfokat használva:
—ΣΑΧΗΡΗ ΦΟΥΡΤ ΧΟΒΣ
ΗΣΤΟΡΗ ΦΟΥΡΤ ΠΑΚΑΘΑΡ
ΠΑΚΑΘΑΡΗ ΦΟΥΡΤ ΑΝΠΑΛΑΝ

ΑΝΠΑΛΑΝΗ ΦΟΥΡΤ ΛΑΚ
ΑΝΗ ΤΖΗΡΘΕ
Átírva:
—Saxiri Furt Xovs
Istori Furt Bæqætar
Bæqætari Furt Æmbalan
Æmbalani Furt Lakani čirtī
A szöveg a következőt jelenti: „K., S. fia, I fia, B. fia, A. fia, (ez) az ő emlékművük”

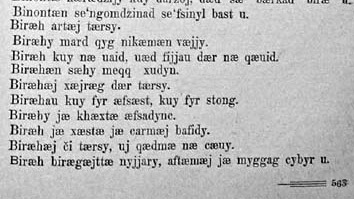
Az 1923 és 1938 közt használt latin betűs oszét írással készült könyvrészlet 1935-ből: A könyv az oszét néprajzról szól, a részlet közmondásokat tartalmaz.

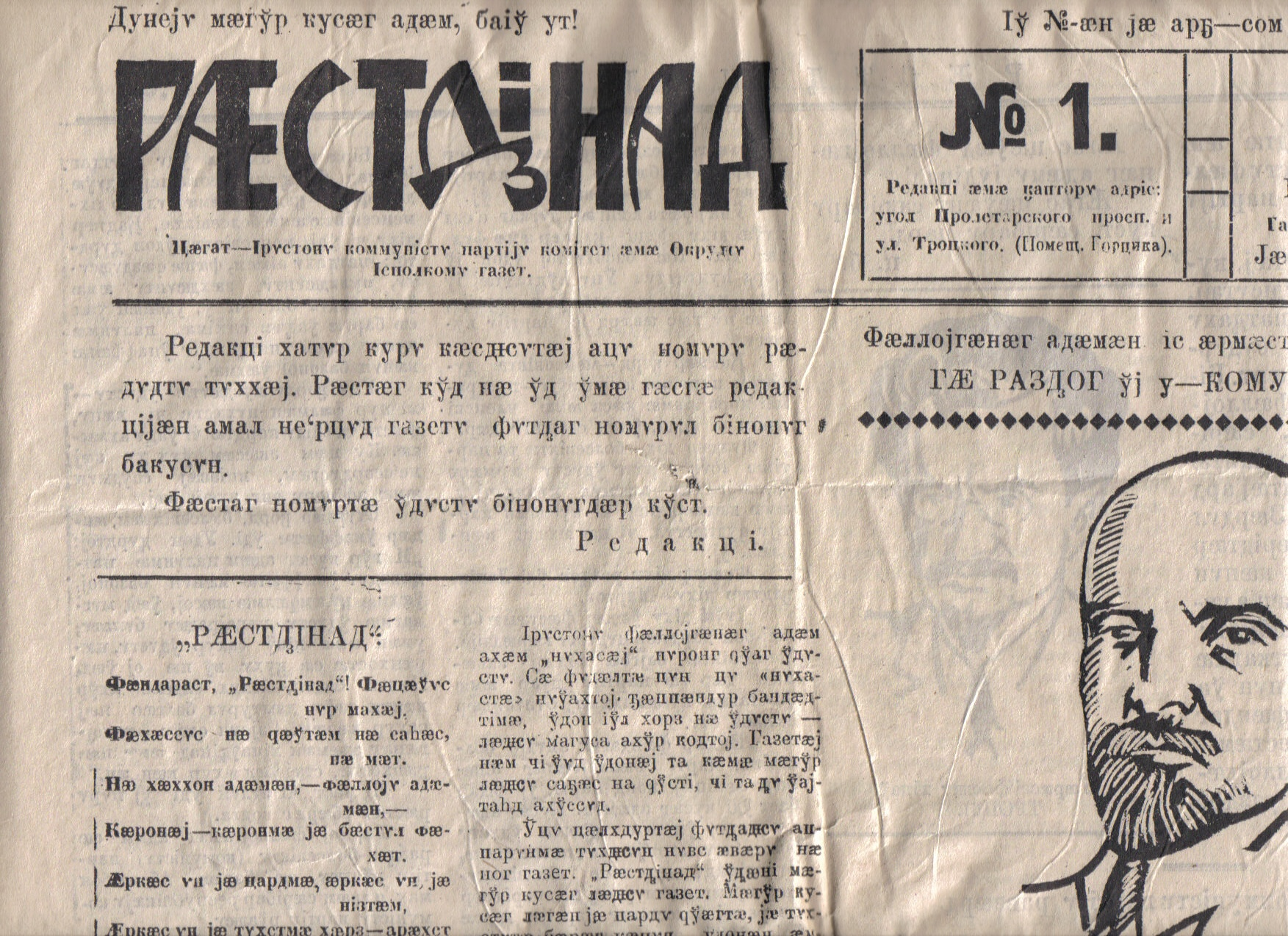
A "Ræstdzinad" című oszét újság első számának első oldala, Sjögren cirill ábécéjében, 1923.

## Nyelvjárásai
Két fő nyelvjárása van: az iron és a digor. Ezek közül a digor archaikusabb, az iron a sokkal elterjedtebb és ezen alapul az oszét irodalmi nyelv is, amelynek megteremtője Koszta Hetagati (1859 – 1906), az oszétok nemzeti költője volt.
Az oszét írott szöveg azonnal felismerhető az æ használatáról – ezt a betűt egyetlen más nyelv cirill betűs írása sem használja.

## Az oszét írásbeliség
Az orosz hódítás előtt oszétul ritkán írtak. Az orosz hódítást követően az oszétok a cirill írást kezdték használni. Az első cirill betűkkel írt oszét könyv 1798-ban jelent meg. Ugyanakkor a Kaukázustól délre a grúz ábécét is használták: 1820-ban I. Jalguzidze közölt egy módosított grúz ábécét, amelyhez három speciális betűt adott hozzá. Ezt a grúz alapú ábécét Dél-Oszétiában használták is 1937 és 1954 között.
Miután rövid ideig a latin ábécével is kísérletet kezdtek a szovjet hatóságok végül visszatértek az Andreas Sjögren által kidolgozott modern cirill íráshoz, amelyben a legtöbb diakritikus jelet digráfokkal helyettesítettek.
Az 1937 óta használt cirill ábécé:
| А | Ӕ | Б | В | Г | Гъ | Д | Дж | Дз | Е | Ё | Ж | З | И | Й | К | Къ | Л | М | Н | О | П | Пъ | Р | С | Т | Тъ | У | Ф | Х | Хъ | Ц | Цъ | Ч | Чъ | Ш | Щ | Ъ | Ы | Ь | Э | Ю | Я |
| a | ӕ | б | в | г | гъ | д | дж | дз | е | ё | ж | з | и | й | к | къ | л | м | н | о | п | пъ | р | с | т | тъ | у | ф | х | хъ | ц | цъ | ч | чъ | ш | щ | ъ | ы | ь | э | ю | я |

Az 1923 és 1937 között használt latin ábécé::
| A | Æ | B | C | Č | D | E | F | G | H | I | J | K | L | M | N | O | P | Q | R | S | Š | T | U | V | X | Y | Z | Ž |
| a | æ | b | c | č | d | e | f | g | h | i | j | k | l | m | n | o | p | q | r | s | š | t | u | v | x | y | z | ž |